# Arrone
Arrone là một đô thị ở tỉnh Terni trong vùng Umbria của Ý, có cự ly khoảng 70 km về phía đông nam của Perugia và khoảng 10 km về phía đông của Terni. Tại thời điểm ngày 31 tháng 12 năm 2004, đô thị này có dân số 2.744 người và diện tích là 41 km².
Đô thị Arrone có các frazioni (đơn vị trực thuộc, chủ yếu là các làng) Bonacquisto, Casteldilago, Colleluccio, Colle S. Angelo, Palombare, Rosciano, Tripozzo, Valleludra, Vallecupa và Castiglioni.
Arrone giáp các đô thị: Ferentillo, Labro, Montefranco, Morro Reatino, Polino, Terni.